# Lac Milford
Le Lac Milford est le plus grand lac artificiel du Kansas avec une superficie de 64 km2 d’eau et plus de 130 km2 de réserves foncières gérées pour des activités récréatives de qualité ainsi que pour la protection des ressources naturelles.
La création du lac Milford a été autorisée par la Loi de 1954 pour assurer le contrôle des inondations, l’approvisionnement et la qualité de l’eau, la navigation de loisirs et la protection de faune. La construction du barrage de Milford a commencé en 1962 sur la rivière Republican et la mise en eau a commencé le 16 janvier 1967 et le lac a atteint son niveau d'exploitation six mois plus tard. 
Le lac s'étend en partie sur les comtés de Clay, Geary et Dickinson.

## Source
- (en) Cet article est partiellement ou en totalité issu de l’article de Wikipédia en anglais intitulé « Milford Lake » (voir la liste des auteurs).